# Song of Nunu: A League of Legends Story
Stai creando Song of Nunu: A League of Legends Story è un videogioco a piattaforme sviluppato da Tequila Works e pubblicato da Riot Forge. Il gioco è stato pubblicato il 1° novembre 2023 per Nintendo Switch e Windows.
Il videogioco è ambientato nell'universo di League of Legends.

## Modalità di gioco
Il giocatore controlla Nunu, alla ricerca di un artefatto magico chiamato "Cuore del Blu" attraverso le fredde lande del Freljord, per cui deve saltare vari pericoli, risolvere degli enigmi ed affrontare battaglie sia a palle di neve che contro vari nemici, occasioni per le quali è assistito dal suo fedele compagno yeti Willump.

## Accoglienza
Il gioco ha ricevuto recensioni positive su Metacritic, mentre Rock Paper Shotgun ha dichiarato che conoscere League of Legends sia inutile per goderselo, reputandolo un «platformer sentito e accattivante». Polygon ha ritenuto che dare a Nunu e Willump una loro avventura li abbia resi più interessanti e ha affermato che vederli giocare insieme è stata una gioia. Pur apprezzandone la narrazione e i personaggi, PCGamesN ha invece trovato il gameplay insipido e riscontrato sia bug del software che problemi di prestazioni, consigliando quindi di acquistarlo in saldo. Shacknews ha affermato che la presentazione delle cinematiche possa risultare sgradevole ritenendo che il combattimento sembrasse inserito a forza; tuttavia lo ha definito "un'aggiunta solida" e un gioco che può essere consigliato a tutte le età. Nintendo Life lo ha descritto come "una grande aggiunta" agli spin-off di League of Legends, consigliandolo ai fan di The Legend of Zelda.